# Henri Andréani
Henri Andréani, all'anagrafe Gustave Sarrus, (La Garde-Freinet, 10 aprile 1877 – Parigi, 3 aprile 1936), è stato un regista francese dell'epoca del muto.

## Biografia
Gustave Sarrus, meglio conosciuto con il nome Henri Andréani, fu attore, regista e sceneggiatore francese. Autore di film a soggetto biblico o a tema popolare, lavorò nel cinema dal 1908 al 1928. Diresse quasi una cinquantina di film. Nel 1927, figura come aiuto regista di Abel Gance in Napoleone.
Henri Andréani morì completamente dimenticato, in miseria, il 3 aprile 1936 a 68 anni.

## Filmografia parziale

### Regista
- Samson, co-regia di Albert Capellani e Ferdinand Zecca (1908)
- Le secret de l'acier (1908)
- Messaline (1910)
- Le Marchand d'images (1910)
- Le Caprice du vainqueur, co-regia di Ferdinand Zecca (1910)
- La Rocadora (1910)
- Grandeur d'âme (1910)
- David et Goliath (1910)
- La Tragique Aventure de Robert le Taciturne, duc d'Aquitaine, co-regia di Ferdinand Zecca (1910)
- Cléopâtre, co-regia di Ferdinand Zecca  (1910)
- Faust, co-regia di David Barnett e Enrico Guazzoni (1910)
- Moïse sauvé des eaux (1911)
- Le Siège de Calais (1911)
- Le Devoir et l'Honneur (1911)
- Jaël et Sisera (1911)
- David et Saül (1911)
- Caïn et Abel (1911)
- Joseph, fils de Jacob (1913)
- Esther (1913)
- L'Homme qui assassina (1913)

### Aiuto regista
- Les Trois Mousquetaires, regia di Henri Diamant-Berger (1921)
- Napoleone (Napoleon), regia di Abel Gance (1927)

### Sceneggiatore
- Grandeur d'âme, regia di Henri Andréani (1910)
- La Tragique Aventure de Robert le Taciturne, duc d'Aquitaine, regia di Henri Andréani e Ferdinand Zecca (1910)
- Joseph, fils de Jacob, regia di Henri Andréani (1913)

### Attore
- Esther, regia di Henri Andréani (1913)

### Produttore
Cléopâtre, regia di Ferdinand Zecca e Henri Andréani (1910)